# Similipepsis yunnanensis
Similipepsis yunnanensis is een vlinder uit de familie wespvlinders (Sesiidae), onderfamilie Tinthiinae.
Similipepsis yunnanensis is voor het eerst wetenschappelijk beschreven door Špatenka & Arita in 1992. De soort komt voor in het Palearctisch gebied.